# آرتور سوارز دیاز
آرتور سوارز دیاز (انگلیسی: Artur Soares Dias؛ زادهٔ ۱۴ ژوئیهٔ ۱۹۷۹) داور فوتبال اهل پرتغال است. وی از سال ۲۰۱۰ در لیست داوران فیفا و یوفا قرار دارد.ک از مهم ترین بازی های داوری شده توسط وی می توان به قضاوت در جام جهانی زیر ۲۰ سال در نیوزلند در سال ۲۰۱۵ و جام ملت‌های اروپا ۲۰۲۰ اشاره کرد.